# Дегув де Нунк, Вильям
Вильям Дегув де Нунк (фр. William Degouve de Nuncques; 28 февраля 1867[…], Монтерме — 1 марта 1935[…], Ставло, Валлония) — бельгийский художник-пейзажист французского происхождения, представитель символизма в живописи.

## Биография
Происходил из старинной французской аристократической семьи, перебравшейся в 1870 году в Бельгию, сначала в Спа, а затем в Брюссель. В юности Вильям мечтал стать музыкантом. В 1883 году молодой художник арендует совместно с Яном Торопом, работы которого высоко ценил, в Мехелене рабочую мастерскую. В это же время он подружился с живописцем Анри де Гро и увлёкся символизмом.
Многие друзья Дегув де Нунка принадлежали к бельгийским литературным кругам. В 1894 году он женится на художнице Джульетте Массэн, сестре жены бельгийского поэта-символиста Эмиля Верхарна. В Париже его творчество высоко ценилось такими мастерами, как О. Роден, Пюви де Шаванн, Морис Дени. Вплоть до 1900 года известен как убеждённый символист. Затем — член бельгийской авангардистской группы «XX». Много путешествовал, посетил Испанию, Италию, Австрию, в 1900—1902 годах жил с женой на Мальорке, где писал апельсиновые рощи. В начале XX столетия (около 1910 года) перенёс тяжёлый духовный и религиозный кризис, оставивший след и на его творчестве. В 1919 умирает жена художника, и он теряет руку. Остаток жизни провёл в Бельгии, в Ставело, где женился вторично на своей служанке-сиделке и где писал преимущественно зимние ландшафты.
Вильям Дегув де Нунк прославился своими полными таинственности пейзажами.

## Галерея
- Королевский парк (англ.) Брюсселя. Ноктюрн
- В Венеции (1895)
- Чёрный лебедь (1895)
- Вороны (1925)
- Миндальные деревья, Балеарские острова (1902)
- Ночь в Зальцбурге (1905)
- Рассвет (1897)
- Запустение (1910)
- Зимний пейзаж с лодкой (1911)
- Деревушка в снегу (1911)
- Радуга (около 1910)